# Kurt Meyer (Fußballspieler)
Kurt Meyer (* 27. Januar 1921 in Oberschlesien; † 23. August 2008 in Recklinghausen) war ein deutscher Bergarbeiter und Amateurfußballspieler und -trainer. Einer breiten Öffentlichkeit wurde er bekannt, als er 2001 als 79-Jähriger ein Tor erzielte, das zum Tor des Jahres gewählt wurde.

## Leben
Meyer begann seine berufliche Laufbahn 1949 in der Zeche König Ludwig und arbeitete bis 1987 als Hauer. Bereits im Alter von zehn Jahren trat Meyer in den FC 29 Recklinghausen ein, später wechselte er zur SpVgg Blau Weiß Post Recklinghausen. Mit dieser durchlief er verschiedene Amateurligen. Auf Grund seiner Rückennummer etablierte sich der Spitzname „Meyer 15“. Für 35 Jahre betreute Meyer darüber hinaus Jugendmannschaften des Vereins und war auch für sein eigenes Team als Spielertrainer tätig. In den 1970er Jahren erhielt er einen Pokal als Anerkennung für mehr als 300 im Training geschossene Tore innerhalb eines Jahres. Er war zudem der erste Trainer des späteren Bundesliga-Torschützenkönigs und UEFA-Pokal-Gewinners Martin Max in Deutschland.
Bundesweite Bekanntheit erlangte Meyer im Jahr 2001. Am 20. Januar fand ein anlässlich seines 80. Geburtstags organisiertes Freundschaftsspiel der Ü-40-Altliga gegen den FC Jungsiegfried Hillerheide statt. Die Partie endete 2:2 und Meyer steuerte in der 38. Minute das erste Tor bei. Er nahm ein Zuspiel in den Lauf halb-links an der Strafraumlinie mit der rechten Hacke an, drehte sich und schlenzte den Ball mit dem rechten Fuß in den von ihm aus betrachtet rechten oberen Winkel des Tores. Da ein Kamerateam des WDR vor Ort war, konnte die Szene gefilmt werden. Die Zuschauer der Sportschau wählten Meyers Treffer zunächst zum Tor des Monats und später mit 20,9 Prozent der Stimmen unter zwölf Finalisten auch zum Tor des Jahres 2001. Damit ist er sowohl relativ zum Zeitpunkt der Wahl wie auch absolut der älteste Fußballer, dem diese Ehrung bisher zuteilwurde.
Die Auszeichnung erregte eine große mediale Aufmerksamkeit und Meyer, der sich in das Goldene Buch der Stadt Recklinghausen eintragen durfte, war unter anderem Gast bei stern TV sowie bei Menschen, Bilder, Emotionen auf RTL und wurde zur ARD-Sportgala eingeladen. Der damalige Manager des FC Schalke 04 Rudi Assauer veranstaltete eine kleine Feier für den Geehrten, und der DFB lud Meyer und seine Frau zum Länderspiel der deutschen Fußballnationalmannschaft gegen Israel (7:1) am 13. Februar 2002 in Kaiserslautern ein. Infolge der Auszeichnung konnte Meyer einen Werbevertrag mit dem Arzneimittelhersteller Queisser Pharma für die Marke Doppelherz abschließen. Darüber hinaus war er bereits nach der Preisverleihung zum Tor des Monats Ehrengast der UEFA beim am 24. August 2001 im monegassischen Stade Louis II ausgetragenen UEFA-Super-Cup-Spiel zwischen dem FC Bayern München und dem FC Liverpool (2:3) gewesen.
Kurt Meyer verstarb 2008 im Alter von 87 Jahren an Herzinsuffizienz.